# Harry Magdoff
Henry Samuel Magdoff (21 augusti 1913 – 1 januari 2006), framstående amerikansk journalist och redaktör för den oberoende sociaistiska tidskriften Monthly Review.
Magdoff föddes i en fattig rysk-judisk immigrantfamilj i Bronx, New York. Vid en ålder av 15 bekantade sig Magdoff för första gången med Karl Marx' verk (Till kritiken av den politiska ekonomin).

## Publikationer (urval)
- Imperialism Without Colonies (2003)
- The Age of Imperialism (1969)
- Imperialism from the Colonial Age to the Present (1977)

på svenska finns: Imperialismens politiska ekonomi (Pocket 1969, andra uppl. 1971)